# Daskabát
 (mai 2018).
Daskabát (en allemand : Daskabat) est une commune du district et de la région d'Olomouc, en République tchèque. Sa population s'élevait à 67 habitants en 2020.

## Géographie
Daskabát se trouve à 7 km à l'est-sud-est de Velká Bystřice, à 15 km à l'est d'Olomouc, à 65 km à l'ouest-sud-ouest d'Ostrava et à 224 km à l'est-sud-est de Prague.
La commune est limitée par la zone militaire de Libavá au nord, par Velký Újezd à l'est et au sud-est, par Tršice et Doloplazy au sud, et par Přáslavice à l'ouest.

## Histoire
La première mention écrite de la localité date de 1232.

## Transports
Le territoire de la commune est traversé d'est en ouest par l'autoroute D35, qui doit relier Sedlice (district de Hradec Králové) à Lipník nad Bečvou (district de Přerov).